# Abdülhamid I
Abdülhamid I (ur. 20 marca 1725, zm. 7 kwietnia 1789) – sułtan z dynastii Osmanów od 1774 do 1789 roku. Syn Ahmeda III i następca brata, Mustafy III.

## Życiorys

### Pierwsze lata
Abdülhamid I był 27. sułtanem Imperium Osmańskiego. Większość swojego życia (do roku 1767) spędził w komfortowym uwięzieniu, co nakazywała tradycja dynastyczna dla uniknięcia wojen domowych. W tym okresie otrzymał wykształcenie, pobierając nauki u swojej matki - Rabii (znanej też jako Faize). Od niej uczył się historii i kaligrafii.
Długie uwięzienie sprawiło, że przyszły sułtan stał się obojętny na sprawy państwa i podatny na wpływy nadwornych doradców. Był z natury pacyfistą, był też bardzo religijny. Gdy objął tron, stan skarbu był tak kiepski, że sułtan nie był w stanie wypłacić corocznej premii janczarom.

### Panowanie
Po wstąpieniu na tron w 1774 „oddziedziczył” po bracie Mustafie III wojnę z Rosją, której losów nie zdołał już odwrócić i po klęsce w bitwie pod Kozłudżą oraz niepowodzeniu pod Kerczem został zmuszony do podpisania bardzo niekorzystnego traktatu pokojowego w Küczük Kajnardży.
Pomimo tego początkowego niepowodzenia sułtan jest traktowany jako jeden z najlepszych władców osmańskich. Podczas pożaru Stambułu w 1782 roku zorganizował brygadę przeciwpożarową, a z powodu jego religijności ludność stolicy nadała mu przydomek Veli (tur. Święty).
Starał się przeprowadzić reformy polityczne i ściśle współpracować z rządową administracją oraz działaczami państwowymi.
Pomimo swojego pacyfizmu rozumiał potrzebę modernizacji przestarzałej armii. Starał się zreformować oddziały janczarów oraz flotę wojenną. Udało mu się przeprowadzić spis żołnierzy w pułkach janczarskich oraz rozpocząć wymianę artylerii na bardziej nowoczesną.
Jak na ironię jednak sułtan-pacyfista w następnych latach musiał toczyć kolejne walki. Najpierw Abdülhamid I zdołał się rozprawić z drobnymi buntami w Syrii i Morei. Nie mógł się jednak pogodzić z utratą zwierzchności nad Krymem (jedno z postanowień pokojowych z 1774 roku). Skutkiem tego w 1787 roku wybuchła nowa wojna z Rosją, a następnie Austrią jako rosyjską sojuszniczką. Pomimo że Prusy i Szwecja formalnie wystąpiły w tych konfliktach po stronie Turków, to jednak żadnego wsparcia militarnego sułtanowi nie udzieliły. W trakcie wojny Turcy stracili na rzecz Rosji ważne miasto – Oczaków, którego cała ludność została przez Rosjan zmasakrowana.

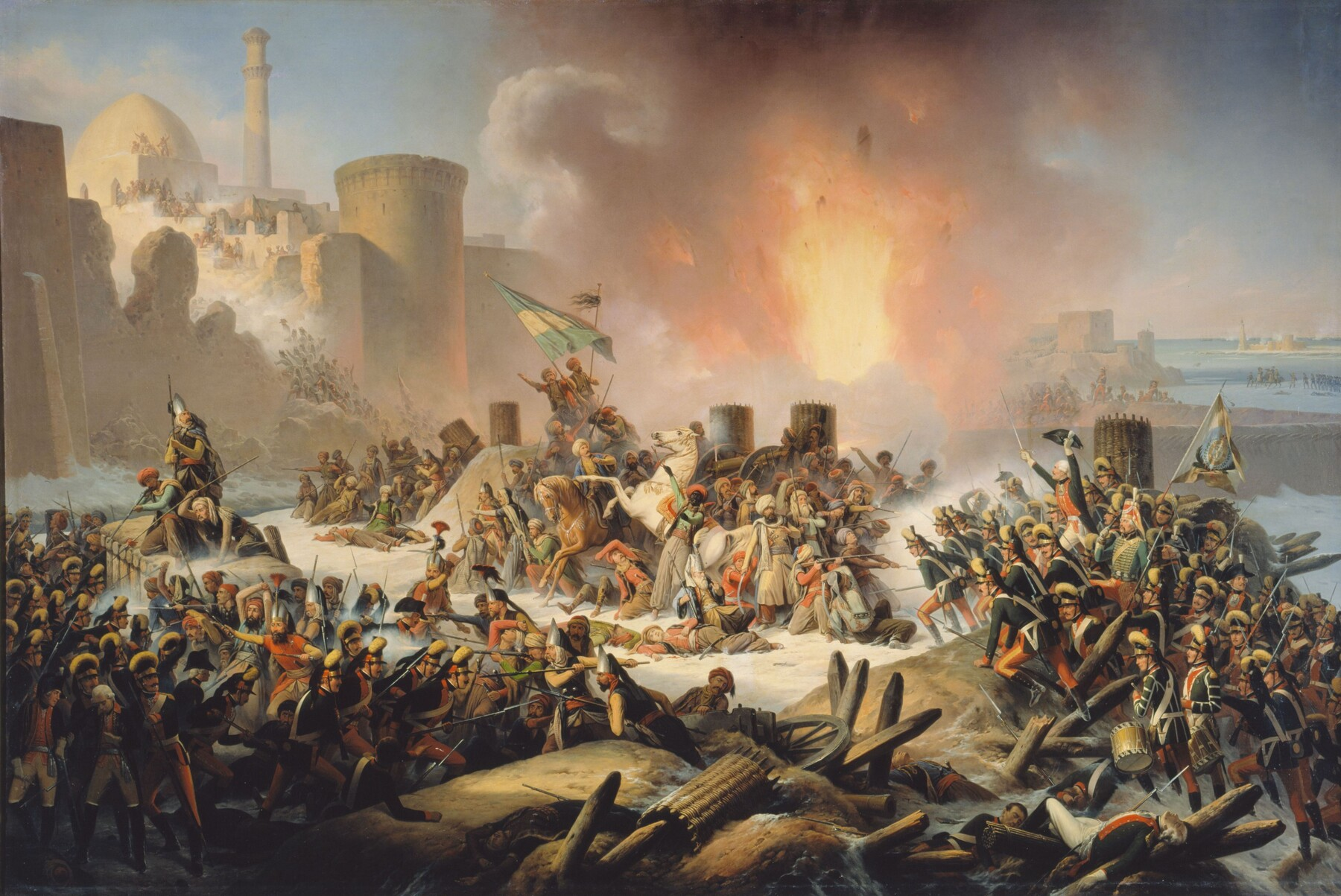
Szturm Oczakowa Januarego Suchodolskiego

Gdy Abdülhamid dowiedział się o rzezi Oczakowa, zapadł na poważną chorobę i zmarł 4 miesiące później, w wieku 64 lat. Został pochowany w Bahçekapı, w grobowcu, który sam zaprojektował.